# شركة ميكو
شركة ميكو (شركة الواردات والصادرات العسكرية) هي شركة مملوكة للدولة تديرها وزارة الدفاع في ألبانيا . تم إنشاء الشركة في عام 1991 بأمر من وزير الدفاع لتلبية احتياجات القوات المسلحة الألبانية .